# Parallelltonart
| I denna artikel     |
| används tonnamnen   |
| Bess (B♭) och B.    |
| Se olika skrivsätt. |

Parallelltonart är en tonart i dur/moll-systemet som använder samma tonförråd som en annan tonart. C-dur och a-moll använder exempelvis samma toner (c,d,e,f,g,a,b respektive a,b,c,d,e,f,g) och är därmed varandras parallelltonarter. En durtonarts parallelltonart är alltid en molltonart och tvärtom. Grundtonen (den första skaltonen, tonikan) i en durtonarts parallelltonart (molltonarten) återfinns en liten ters (tre halvtonssteg) under durtonartens grundton. Omvänt återfinns grundtonen i molltonartens parallelltonart (durtonarten) en liten ters upp från molltonartens grundton.
| Förtecken | Dur  | Moll |
| 0         | C    | a    |
| 1#        | G    | e    |
| 2#        | D    | b    |
| 3#        | A    | fiss |
| 4#        | E    | ciss |
| 5#        | B    | giss |
| 6#        | Fiss | diss |
| 6b        | Gess | ess  |
| 5b        | Dess | bess |
| 4b        | Ass  | f    |
| 3b        | Ess  | c    |
| 2b        | Bess | g    |
| 1b        | F    | d    |

Det går att bestämma vilken tonart som är parallelltonart med hjälp av kvintcirkeln. I den yttre cirkeln finns dur-tonarterna i kvintordning, och de paras med motsvarande moll-tonart i den inre cirkeln. Varje par har exakt samma förtecken och består därför av samma toner. Tabellen ovanför är en linjär form av kvintcirkeln.

## Terminologi
Det som i svenska språket samt i vissa andra germanska språk benämns parallelltonart kallas i många andra språk istället för relativ tonart, t.ex. i engelska språket ("relative key"). Risk för missförstånd finns då begreppet parallelltonart existerar även i dessa språk (eng: "parallel key") men syftar då istället på det som i svenska språket kallas varianttonart.